# یواس‌اس ساگاس (۱۸۶۳)
یواس‌اس ساگاس (۱۸۶۳) (به انگلیسی: USS Saugus (1863)) یک کشتی بود که طول آن ۲۲۳ فوت (۶۸٫۰ متر) بود. این کشتی در سال ۱۸۶۳ ساخته شد.